# Comté de Fayette (Texas)
Pour les articles homonymes, voir Comté de Fayette.
Le comté de Fayette, en anglais : Fayette County, est un comté situé dans le centre-est de l'État du Texas aux États-Unis. Il est encadré par le golfe du Mexique au sud et par la frontière de la Louisiane à l'est. Fondé le 14 décembre 1837, son siège de comté est la ville de La Grange. Selon le recensement de 2020, sa population est de 24 435 habitants. Le comté a une superficie de 2 486 km2, dont 2 461 km2 sont de terre. Il est nommé en l'honneur du marquis de La Fayette, un Français devenu un héros de la guerre d'indépendance américaine. 

## Démographie
Lors du recensement de 2010, le comté comptait une population de 774 769 habitants. Elle est estimée, en 2018, à 860 661 habitants.

Pyramide des âges du comté de Fayette (Texas) (2000).

| Groupes           | Comté de Fayette | Texas | États-Unis |
| ----------------- | ---------------- | ----- | ---------- |
| Blancs            | 83,5             | 70,4  | 72,4       |
| Autres            | 7,6              | 10,6  | 6,4        |
| Afro-Américains   | 6,7              | 11,9  | 12,6       |
| Métis             | 1,3              | 2,5   | 2,7        |
| Amérindiens       | 0,7              | 0,7   | 0,9        |
| Asiatiques        | 0,3              | 3,8   | 4,8        |
| Total             | 100              | 100   | 100        |
|                   |                  |       |            |
| Latino-Américains | 18,7             | 37,6  | 16,7       |